# Tilford
Tilford – wieś w Anglii, w hrabstwie Surrey, w dystrykcie Waverley. Leży 57 km na południowy zachód od centrum Londynu. Miejscowość liczy 765 mieszkańców.